# 4705 Secchi
A 4705 Secchi (ideiglenes jelöléssel 1988 CK) a Naprendszer kisbolygóövében található aszteroida. Osservatorio San Vittore fedezte fel 1988. február 13-án.